# Science infirmière
 (juillet 2025).
La science infirmière (ou les sciences infirmières) représente et désigne l'ensemble des savoirs théoriques, cliniques, éthiques et pratiques issus des modèles conceptuels en soins infirmiers.
Dans la pratique des soins infirmiers, la science infirmière regroupe la recherche clinique infirmière, l'évaluation infirmière, l'éducation infirmière, la dispensation des soins infirmiers par les infirmières et infirmiers, le plan de soins infirmier ou encore la relation d'aide en soins infirmiers.
Dans le cadre théorique, elle représente les concepts fondamentaux en soins infirmiers, comme le raisonnement clinique infirmier ou encore l'éducation à la santé. 
La science infirmière se centre également sur l'étude des diagnostics infirmiers.

## Éducation à la santé
L’éducation à la santé a été définie par l’OMS  comme « tout ensemble d’activités d’information et d’éducation qui incitent les gens à vouloir être en bonne santé, à savoir comment y parvenir, à faire ce qu’ils peuvent individuellement et collectivement pour conserver la santé, à recourir à une aide en cas de besoin ».
Aider les jeunes à faire un projet de vie, et à se responsabiliser devant des choix.
La politique de santé a pour objectif de diminuer les inégalités sociales et territoriales, proposer une meilleure prise en charge et aussi une meilleure qualité de vie aux personnes atteintes d'un handicap ou d'une maladie chronique. Du fait du vieillissement de la population, le nombre de personnes atteintes d'un handicap ou d'une maladie chronique augmente.
Il existe trois types de préventions, la prévention primaire, secondaire et tertiaire.
- prévention primaire : vise a éviter l'apparition des problèmes de santé

- prévention secondaire : réduire la durée d'évolution (détection)

- prévention tertiaire : éviter les récidives et aider les malades ou handicapés à vivre mieux

La prévention s'exerce à travers quatre catégories d'interventions interdépendantes:
- mesures légales et socio-économiques
- action pour améliorer ou préserver l'environnement et les conditions de vie (isolation, aménagement des lieux publics)
- actes médicaux (vaccinations, dépistage)
- éducation pour la santé (éducation nutritionnelle, aide au sevrage tabagique)[2]